# Casa consistorial de San Fernando
La casa consistorial de la ciudad de San Fernando (Cádiz) es un edificio que alberga las dependencias administrativas y gubernamentales de dicha ciudad española. Este edificio es una construcción de estilo neoclásico situado en la céntrica Plaza del Rey y considerado el mayor edificio consistorial de toda Andalucía y el tercero más grande de toda España. Las obras de construcción comenzaron a mediados del siglo XVIII, estando al mando de la dirección de la obra Torcuato Cayón, prolongándose hasta el XIX bajo la dirección de distintos arquitectos.

## Historia
La construcción de la Casa consistorial de San Fernando se produce en una época de prosperidad para la por entonces Villa de la Isla de León, motivada por el establecimiento de la Armada. El establecimiento de la Marina de Guerra fue un hecho muy importante para la ciudad, que provocó, además de la construcción de importantes instalaciones, como el Arsenal de la Carraca, la Población Militar de San Carlos (en el que destaca el Panteón de Marinos Ilustres) y el Real Instituto y Observatorio de la Armada, la emancipación de la localidad del dominio de Cádiz. Por ello se plantea la construcción de un edificio municipal que acogiera al cuerpo consistorial, siendo el Ayuntamiento una de las primeras construcciones ligadas directamente a la creación de San Fernando como ciudad y el edificio más representativo del período neoclásico en la bahía gaditana. 
Las obras de construcción del inmueble fueron llevadas a cabo por algunos de los más importantes arquitectos del momento. El gaditano Torcuato Cayón fue el primer arquitecto que trabajó en la edificación del consistorio isleño, dirigiendo las obras hasta 1783 y trazando los primeros planos. Posteriormente fue Pedro Ángel Albisu el que sustituyó a Cayón, teniendo prácticamente finalizado el primer piso, y centrándose principalmente en la primera planta y escalera. Tras este, se encarga a Torcuato José Benjumeda el reconocimiento y aprecio de las obras y ya en el último momento constructivo se hace cargo Amadeo Rodríguez. 
A la impronta de todos estos arquitectos hay que añadir las labores de supervisión que, en un primer momento, ejerciera el arquitecto de la corte Ventura Rodríguez. Desde el punto de vista artístico y arquitectónico, destacan su magnífica fachada por su gran rotundidad, levantada sobre un potente plinto de piedra y la monumental escalera imperial, cuyo ámbito se encuentra decorado con pinturas murales.

## Descripción
El Ayuntamiento de San Fernando se ubica en el centro de la ciudad, en una zona cuya trama está trazada a cordel y con una disposición de manzanas rectangulares. Para enfatizar el carácter del edificio, se construye retranqueado en una manzana completa cuyo lugar es ocupado por una plaza, logrando de esta forma una amplia visión del mismo. Esta disposición presidiendo la plaza se ve reforzada con la creación de un basamento que lo eleva sobre la misma.
El edificio se proyecta como un rectángulo exento. Para salvar el desnivel de las calles laterales, el arquitecto adosó en su fachada principal una escalinata que da acceso al pódium sobre el que se construyó el primer cuerpo. El inmueble presenta una planta perfectamente compartimentada y modulada con clara referencia a las construcciones palaciegas de influencia italiana. Su interior se estructura en tres pisos y un entresuelo abovedado situado entre la planta baja y la primera. Se distribuye en tres espacios fundamentales, dos patios simétricos de planta cuadrada, que flanquean la monumental escalera dispuesta en la zona central del edificio. El resto de la construcción la constituye una crujía perimetral que unifica los tres espacios mencionados, y dos crujías transversales interiores, que establecen las separaciones entre ellos. En la planta baja, la crujía delantera se compone de un amplio espacio porticado que da acceso a través de tres vanos, dos adintelados en los laterales que conectan con las dependencias de esta planta, y de medio punto el central que da acceso a la escalera.
La escalera es de tipo imperial, está realizada en mármol y se desarrolla con un primer tramo central que desemboca en un amplio rellano del que parten dos tramos de escalera dispuestos en ambos lados, con antepecho de balaustres de mármol, y que dan acceso a una galería en la que se abren las principales dependencias de la primera planta. La caja de escalera presenta muros almohadillados en la zona inferior, y una arquería ciega compuesta de arcos rebajados doblados, flanqueados por altas pilastras adosadas y capiteles decorados con relieves de leones rampantes. Tanto la arquería como los muros superiores se enriquecen con pinturas murales a modo de "Trompel'oeil" cuya ilusión óptica presenta falsa decoración arquitectónica simulando vanos y mostrando el central el escudo de la ciudad. La cubierta tiene seis claraboyas para iluminación que alternan con pinturas murales de rosetones y guirnaldas florales también simulando yeserías.
En el ala derecha de la primera planta, en torno al patio, se ubica junto a otras dependencias municipales la Biblioteca Almirante General Lobo. Recibe su denominación del Almirante Lobo, quien hizo la donación a finales del siglo XIX, con el deseo de que se crease una biblioteca pública. La sala de lectura es una estancia rectangular dividida en tres tramos por arcos de medio punto rebajados. Sus muros se encuentran cubiertos por estanterías de madera. En su lado derecho se abre una pequeña estancia, de planta circular cubierta con cúpula de media naranja, procedente de la antigua capilla del Ayuntamiento y ubicada anteriormente en la planta baja.
La zona central del primer piso está ocupada por el Salón de Plenos. Se accede a través de una galería cuya cubierta, realizada a fines del siglo XIX, se encuentra decorada con paneles de yeserías formando octógonos de clara inspiración serliana. El Salón se compone de un recinto rectangular de techo plano, decorado con casetones que alternan con frisos de motivos florales. Los dinteles de los vanos están decorados con penachos triangulares cubiertos de relieves de amorcillos y acantos. Es interesante la sillería de los capitulares que se encuentra en el interior del salón, obra de Juan de la Vega. Las salas de plenos y biblioteca están precedidas por antesalas cuadradas, al igual que el despacho del alcalde, situado en el ala izquierda del edificio, cuya antesala se encuentra decorada con motivos neomudéjares. Presenta un zócalo de mosaicos y sobre él paños de yesería que recuerdan los rombos de sebka musulmanes. El techo plano muestra labor de lacería con estrella de doce puntas que se descompone en dibujos entrelazados de corte nazarí. El conjunto está pintado con los colores rojo, azul, verde y dorado. Interesante también es la decoración de estilo isabelino del despacho del alcalde.
En la segunda planta destacan solo las amplias salas rectangulares utilizadas para albergar la sección histórica del archivo municipal y el de protocolos notariales.
La mayor parte de la carpintería corresponde al último tercio del siglo XIX. De ella sobresale la puerta principal de acceso al interior del inmueble, diseñada por Amadeo Rodríguez, en la que presenta el escudo de la ciudad junto con la inscripción «Casas Consistoriales».
También es de gran importancia la rejería realizada en los años finales del siglo XVIII. Su artífice, el herrero Juan Jiménez, desarrolla una interesante labor en las rejas de la techumbre del patio de la cárcel. Asimismo, hay que destacar la escalera de doble tiro que anteriormente facilitaba el acceso a la antigua Biblioteca Lobo y que actualmente se encuentra en la azotea del edificio.
Exteriormente, el edificio está construido en piedra. Ésta procede principalmente de las propias canteras de la ciudad, así como de Rota y Chiclana. También fue utilizada en su primitiva fábrica piedra «Mortelilla» y losas de Suecia. La fachada principal se estructura con un alzado de tres plantas, sobre pódium y un entresuelo situado entre la planta baja y la primera. El pódium presenta almohadillado neoclásico terminado con antepecho de balaustres. A este basamento se adosa una doble escalinata de forma semicircular que le da monumentalidad al edificio. El alzado del primer piso y entresuelo presenta el paramento almohadillado. En la zona central de la fachada se abren cinco vanos de medio punto, con ménsulas en las claves, que dan acceso al atrio de la planta baja. Los vanos están flanqueados por pilares y pilastras adosadas, almohadilladas, decoradas con ménsulas y rematadas con cabezas de leones talladas «in situ». A ambos lados se abren tres ventanas coronadas con cornisa recta y pequeños rectángulos, a su vez enmarcados por otros amplios vanos adintelados y ciegos. El segundo y tercer piso se componen de once vanos en cada planta, dispuestos en eje. Son adintelados y están coronados, en el segundo piso, con frontones curvos. Estos vanos están cubiertos con antepecho de balaustres de piedra, los cuales sobresalen en los cinco vanos de la zona central, a modo de un amplio balcón volado que descansa en las ménsulas del primer cuerpo. El conjunto se encuentra flanqueado por pilastras adosadas de orden corintio. El último cuerpo se remata con amplia cornisa y un cuerpo central que eleva la altura del edificio, compuesto de rectángulos decorados con guirnaldas y un reloj central rematado con el escudo de la ciudad entre las figuras de la Fama y la Abundancia. Corona la fachada un pretil realizado con pilares y balaustres. La fachada posterior repite prácticamente el mismo esquema que la principal. Consta de tres cuerpos y un entresuelo. En cada planta se abren vanos adintelados y dispuestos en eje. La zona central del primer cuerpo se realiza con tres puertas de acceso enmarcadas por anchas molduras y, sobre los dinteles, arcos de medio punto cubiertos de reja. En los pisos segundo y tercero, los vanos se abren sobre el paramento rehundido y están flanqueados por amplias molduras lisas. La zona central del segundo cuerpo presenta un balcón corrido con antepecho de balaustres.